# Il tiranno
Il tiranno è un romanzo storico di Valerio Massimo Manfredi pubblicato nel 2003.

## Trama
Il romanzo è ambientato in Sicilia, nel V secolo a.C. e racconta la storia del siracusano Dionisio, famoso ed egocentrico tiranno che combatteva ogni forma di democrazia, creduta da lui una forma di governo che poteva permettere di governare anche gli sciocchi.
Il libro si apre con la battaglia di Selinunte e il massacro dei suoi cittadini per mano dei Cartaginesi, che infliggono poi la stessa sorte anche agli abitanti di Imera, città che aveva offeso gravemente il padre del capo dell'esercito cartaginese. Dioniso è dunque costretto ad assistere al massacro di innumerevoli città della Sicilia Greca all'età di soli venti anni, ma, dopo aver incontrato Arete, figlia di un grande "eghemon" esiliato dalla democrazia di Siracusa, tra i profughi di Selununte, la sua vita ha una grande svolta. Dionisio sposa Arete con il consenso del padre, da lui molto stimato. Quando, purtroppo, questa viene violata e uccisa durante la sua assenza da casa, Dionisio prende in mano la situazione e consuma la sua atroce vendetta. Freddo e lucido nei ragionamenti, il tiranno cresce in ogni campo, senza dimenticare il suo primo ed unico amore, in compagnia del suo migliore amico Filisto (seguace della filosofia greca e per questo sbeffeggiato dall'altro) e Leptines, suo fratello, che l'aveva raggiunto dall'Africa qualche tempo prima. L'autore riesce a raccontare come questo grande uomo abbia cercato di unificare tutta l'isola, combattendo i suoi grandi nemici, i Cartaginesi, a partire dalla sua città, Siracusa, dove, salito al potere con l'aiuto dei suoi cari, per politica aveva deciso di condividere la camera da letto con due donne, una siracusana e una loicrese, così da poter contare (in caso di aiuto) anche sui calabresi del tempo. Ma Dionisio entra ormai nel circolo vizioso dell'assolutismo, e così non può ignorare i sospetti che lo attanagliano, facendo esiliare nelle colonie adriatiche di Adrìa (Adria) e Ankón (Ancona) l'amico Filisto (esclusivamente per voci "di corridoio") e riservando un trattamento simile al fratello, sospettato del medesimo crimine. E in questo modo fa diventare Siracusa una potenza talmente forte da poter vantare di avere l'esercito più grande dell'antichità, tanto da rivaleggiare con quelli dell'Antica Grecia.
Le vicende di Dionisio (o anche Dionigi) sono espresse da Manfredi in modo da sottolineare le difficoltà che lo stesso incontra nel momento in cui capisce di non potersi fidare nemmeno dei suoi amici più stretti e del proprio fratello, che pure lo avevano aiutato a prendere il potere, divenendo così agli occhi di tutti un sovrano spregevole, visto che mandava in esilio o soprattutto uccideva tutti coloro su cui aveva qualche sospetto. Alla fine, l'autore sottolinea come anche i grandi uomini, nel bene o nel male, non mancano all'appuntamento con la morte, sempre puntuale ma che non può cancellare quello che hanno lasciato nella loro vita.

## Edizioni
- Valerio Massimo Manfredi, Il Tiranno, collana Omnibus, Arnoldo Mondadori Editore, 25 novembre 2003,  p. 424, ISBN 978-88-04-51814-3.

- Valerio Massimo Manfredi, Il tiranno, collana I miti, Mondadori, 2004,  p. 424, ISBN 978-8804536260.

- Valerio Massimo Manfredi, Il Tiranno, collana Oscar Bestsellers, Mondadori, 2005,  p. 424, ISBN 978-8804546252.

- Valerio Massimo Manfredi, Il Tiranno, collana Oscar Bestsellers, Mondadori, 24 maggio 2016,  p. 434, ISBN 978-8804667568.

## Riconoscimenti
Nel 2004 il libro ha vinto il Premio Nazionale Rhegium Julii (Corrado Alvaro) per la Narrativa.